# Arquidiocese de Lucca
A Arquidiocese de Lucca (Archidiœcesis Lucensis) é uma circunscrição eclesiástica da Igreja Católica situada em Lucca, na Itália. Seu atual arcebispo é Paolo Giulietti. Sua Sé é a Catedral de Lucca.
Possui 362 paróquias servidas por 178 padres, abrangendo uma população de 318 390 habitantes, com 97,8% da população jurisdicionada batizada (311 455 católicos).

## História
A diocese de Lucca foi fundada no século I. Segundo a tradição, o protobispo teria sido São Paulino, enviado a Lucca pelo próprio apóstolo São Pedro e martirizado na época do imperador Nero. Um catálogo episcopal de Lucca, descoberto entre os manuscritos dos arquivos capitulares, lista os nomes de 15 bispos. Destes, seis bispos também podem ser encontrados em outras fontes: isso torna plausível a autenticidade histórica dos outros nove e todos são anteriores a meados do século VII.
Historicamente a menção mais antiga de um bispo de Lucca é a de Máximo a Tuscia de Luca, que assinou os atos do Concílio de Sárdica (cerca de 343). A investigação arqueológica atesta a antiguidade da igreja de Lucca, graças às escavações realizadas sob a basílica de Santa Reparata, que revelaram os restos de um batistério do século IV e de uma basílica de três naves do século V. Desde o início a sé episcopal esteve imediatamente subordinada à Santa Sé.
Com a ocupação lombarda, Lucca tornou-se sede de um importante ducado e nos anos seguintes o território da diocese foi significativamente ampliado.  A descrição mais antiga da diocese data de 1260 e consta do Libellus extimi Lucane Dyocesis, documento que relaciona todas as igrejas, mosteiros e locais de culto com rendimentos, elaborado por ocasião da recolha de um dízimo papal.
Em 1120, o Papa Calisto II concedeu aos bispos de Lucca o uso do pálio, do pillolo ou solidéu vermelho (na época uma insígnia de cardeal) e da cruz processional metropolitana. Outro privilégio singular foi a queima de estopa no Glória durante a Missa Pontifical. Em 1387, o imperador Carlos IV concedeu aos bispos de Lucca o direito de conceder diplomas em utroque iure, filosofia e medicina, de nomear notários e cavaleiros e de legitimar bastardos.
Os bispos de Lucca gozavam dos títulos de Príncipe do Sacro Império Romano, Conde Palatino, Conde de Diecimo, Piazza e Sala di Garfagnana. Em 1726, a jurisdição temporal sobre as terras do chamado condado episcopal, que os bispos tinham como antigos privilégios imperiais desde a Idade Média , foi vendida à república de Lucca.
Em 11 de setembro de 1726 a diocese foi elevada à categoria de arquidiocese, não metropolitana, com a bula Inscrutabili divinæ do Papa Bento XIII.
Em setembro de 1989 a arquidiocese recebeu a visita pastoral do Papa João Paulo II.